# Guttera
Guttera is een geslacht van vogels in de familie parelhoenders.
De soorten komen voor in bosrijke gebieden in sub-Sahara Afrika.
Ze kunnen worden onderscheiden van de andere parelhoenders door hun zwarte kuif boven op de kop.

## Indeling
Er zijn vier soorten:
- Guttera plumifera  – Kuifparelhoen
- Guttera verreauxi  – Blauwkopkroonparelhoen
- Guttera pucherani  – Roodkopkroonparelhoen
- Guttera edouardi  – Geelnekkroonparelhoen